# 답교놀이
답교놀이는 서울에 전하는 한국의 민속놀이이다.
〈동국세시기〉에 기술되어 있는 답교에 관한 내용을 간추리면, 서울에서는 정월 보름날 밤에 많은 사람들이 종각에 몰려와서 보신각의 종소리를 들은 다음, 각각 흩어져 주로 가까운 수표교로 나가 다리 위를 내왕하는데 이것을 답교(다리밟기)라고 한다. 이렇게 하는 이유는 일 년 동안 다리에 병이 나지 않는다고 믿기 때문이다. 이 행렬은 밤이 새도록 끊이지 않으며 군중들은 북을 치고 퉁소를 불기도 하여 매우 소란했다.
다리(橋)와 다리(脚)가 발음이 같으므로 답교를 하면 다릿병이 안 난다고 하지만 실상 답교의 풍습은 한당대(漢唐代)부터 중국에도 있었으므로 답교를 각병(脚病)과 결부시키는 것은 한낱 속설에 지나지 않는다. 답교의 풍속은 고려 시대에 매우 성행하였고 남녀노소 구분없이 혼잡을 이루어 풍기상의 폐단도 생겨 법령으로 금지시키는 사례가 벌어졌다. 또 서민들과 뒤섞이기를 꺼리는 상류층은 보름날을 피하여 하루앞인 14일 밤에 답교를 하였으므로 이를 양반 답교라 했고, 부녀자들은 이 양일을 피하여 16일에 다리밟기를 하기도 하였다. 부녀자들은 음식을 냇물에 던져 복을 빌기도 하고, 남자들은 농악대를 앞세우고 무동을 서게 하기도 하여 다리 위에서나 다리 근처에서 술자리를 베풀어 즐겁게 지낸다고 하였다. 이와 같이 답교가 다릿병을 피하거나 일 년의 액막이를 위해 무의미하게 다리 위를 왔다갔다 하는 데 그치지 않고 흥겨운 놀이의 성격을 지니고 있는 점은 주목할 일이다.